# Daniela Marzano
Daniela Porzio Marzano (7 giugno 1950 – Milano, 2 ottobre 2017) è stata una tennista e allenatrice di tennis italiana.
Nata Daniela Porzio, era sposata con Pietro Marzano, anch'egli tennista italiano con presenze all'attivo in Coppa Davis.

## Carriera
È stata campionessa assoluta di singolare e di doppio (in coppia con Rosalba Vido) nel 1976 e nel 1977; si è ripetuta nel doppio nel 1978, in coppia con Sabina Simmonds e nel 1981, in coppia con Linda Ferrando. Nel 1971, a Spalato, vince la medaglia d'argento, nel singolare, ai Giochi del Mediterraneo. In Fed Cup ha disputato un totale di 29 partite, ottenendo 15 vittorie e 14 sconfitte.
Nei tornei del Grande Slam ha ottenuto il suo miglior risultato agli Open di Francia raggiungendo le semifinali di doppio nel 1978, in coppia con la statunitense Paula Smith. Le due tenniste hanno ceduto in due set alla forte coppia Mima Jaušovec e Virginia Ruzici, che poi vincerà il torneo. Un altro ottimo risultato, sempre in doppio, Daniela Marzano l'ha ottenuto agli Australian Open del gennaio 1977 quando ha raggiunto i quarti di finale, perdendo solo contro le teste di serie n. 1 Dianne Balestrat ed Helen Gourlay, avversarie che anche in questo caso vinceranno il torneo. A livello di singolare è giunta al secondo turno in tutti e quattro i tornei del Grande Slam.
Cessata l'attività agonistica ha intrapreso quella di allenatrice, scoprendo fra gli altri Francesca Schiavone.

## Caratteristiche tecniche
Il giornalista specializzato Ubaldo Scanagatta, che fu suo compagno di doppio misto in alcuni tornei giovanili, così ne definisce le principali caratteristicheː «Aveva un bel servizio senza essere altissima, un gioco brillante, ottime volée. Giocava a lampi di gran tennis, intervallati a volte da qualche black out che le faceva perdere partite già vinte».